# 위대한 계춘빈
《위대한 계춘빈》는 2010년 7월 10일에 방영한 KBS 드라마 스페셜이다.

## 등장 인물

### 주요 인물
- 정경호 : 왕기남 역 (아역 김동현)
- 정유미 : 계춘빈 역

### 그 외 인물
- 조희봉 : 심 형사 역
- 민지아 : 조나연 역
- 최대훈 : 종수 역
- 이안나 : 혜연 역
- 김병만 : 병아리 장수 역
- 안서현 : 새롬 역
- 전이두 : 경비아저씨 역
- 최유화 : 김양 역
- 리민 : 양씨 역
- 김지현 : 이미숙 역
- 최교식 : 나 경찰 역
- 이종민 : 나연 남편 역
- 반혜라 : 유치원 원장 역
- 이경헌 : 막내 형사 역
- 오나미 : 무당 역
- 변신호 : 아구할매 역
- 김상원 : 기자 역
- 송예준 : 예준 역
- 송인규 : 진우 역

### 목소리 출연
- 김형준

## 수상
- 2010년 KBS 연기대상 연작·단막극상 - 정유미

## 시청률
- 전국 시청률 : 4.8%[1]